# Aktywa finansowe
Aktywa finansowe (en. financial assets) – aktywa obejmujące aktywa pieniężne (tj. aktywa w formie krajowych środków płatniczych, walut obcych i dewiz), wynikające z kontraktu prawo do otrzymania aktywów pieniężnych, prawo do wymiany instrumentów finansowych z inną jednostką na korzystnych warunkach oraz instrumenty kapitałowe wyemitowane przez inne jednostki.
Aktywa finansowe, to obok środków pieniężnych i ich ekwiwalentów (np. czeków i weksli obcych) także nabyte akcje, obligacje, udziały w innych jednostkach, bony skarbowe, kontrakty terminowe, warranty, prawa poboru, udzielone innym podmiotom pożyczki).
Aktywa finansowe prezentuje się w bilansie w podziale na długo i krótkoterminowe. Ogólną zasadą jest wycena aktywów finansowych na dzień bilansowy według wartości godziwej. Od tej reguły istnieją jednak wyjątki.
Podział aktywów na finansowe i niefinansowe został wprowadzony na potrzeby wyceny poszczególnych składników majątku i w opinii wielu autorów wyznacza granicę między tradycją a nowoczesnością w systemie rachunkowości: tradycja w rachunkowości oznacza wycenę w koszcie historycznym, nowoczesność – w wartości godziwej, która najszersze zastosowanie znalazła właśnie w wycenie aktywów finansowych. Wartość godziwa, to kwota, za jaką dany składnik aktywów mógłby zostać wymieniony, a zobowiązanie uregulowane na warunkach transakcji rynkowej, pomiędzy zainteresowanymi i dobrze poinformowanymi, niepowiązanymi ze sobą stronami. Jeśli firma posiada wśród aktywów finansowych akcje znajdujące  się w obrocie na aktywnym rynku, to ich wartością godziwą będzie aktualna cena rynkowa pomniejszona o koszty związane z przeprowadzeniem transakcji, gdyby ich wysokość była znacząca.